# 白呂奇訥河 (呂奇訥河支流)
46°38′02″N 7°53′54″E / 46.63383°N 7.89834°E

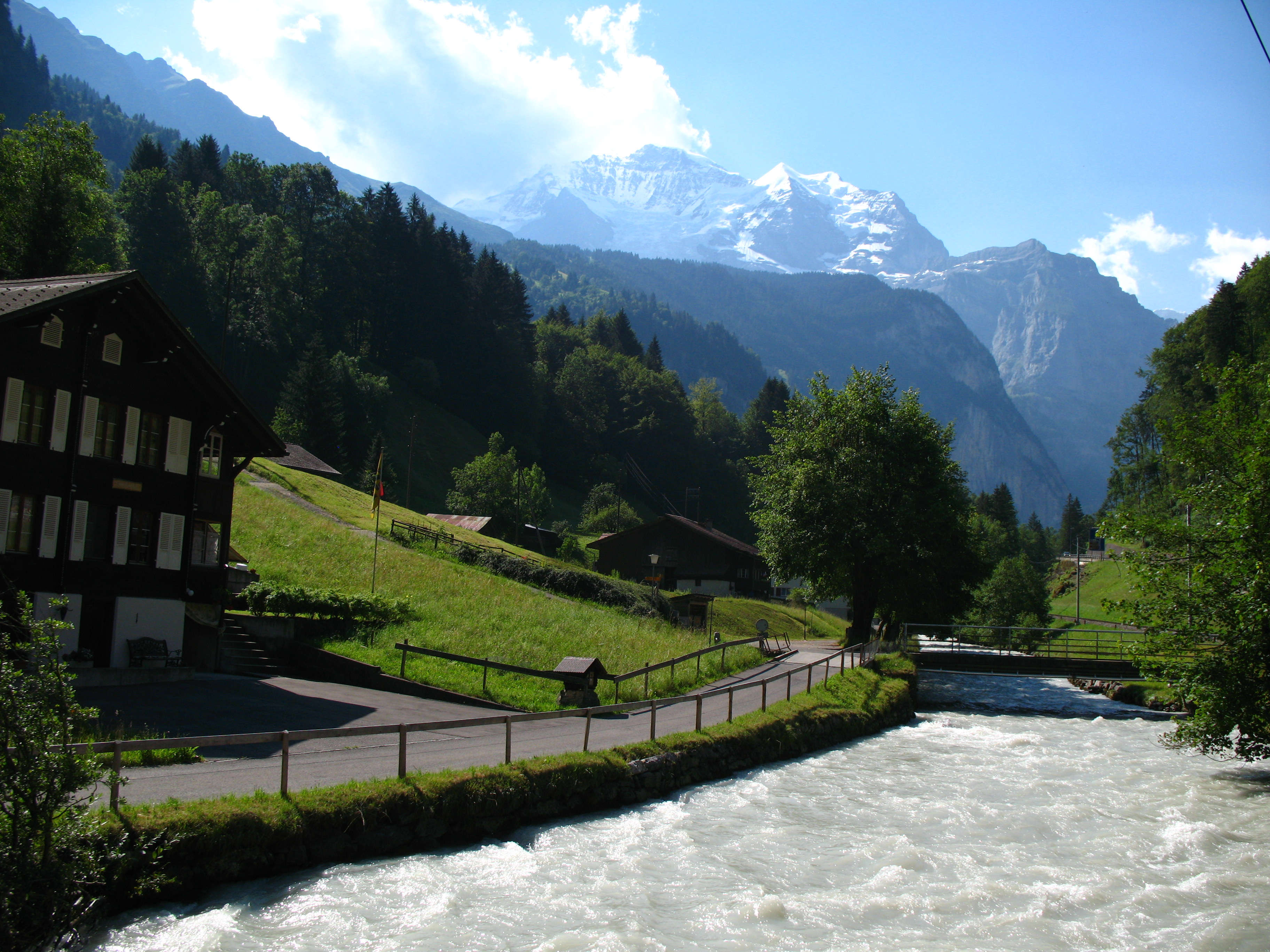

白呂奇訥河是瑞士的河流，位於該國中西部，流經伯恩州，屬於呂奇訥河的左支流，河道全長19.4公里，流域面積165平方公里，河口處在金德利施萬德。